# Beatnik

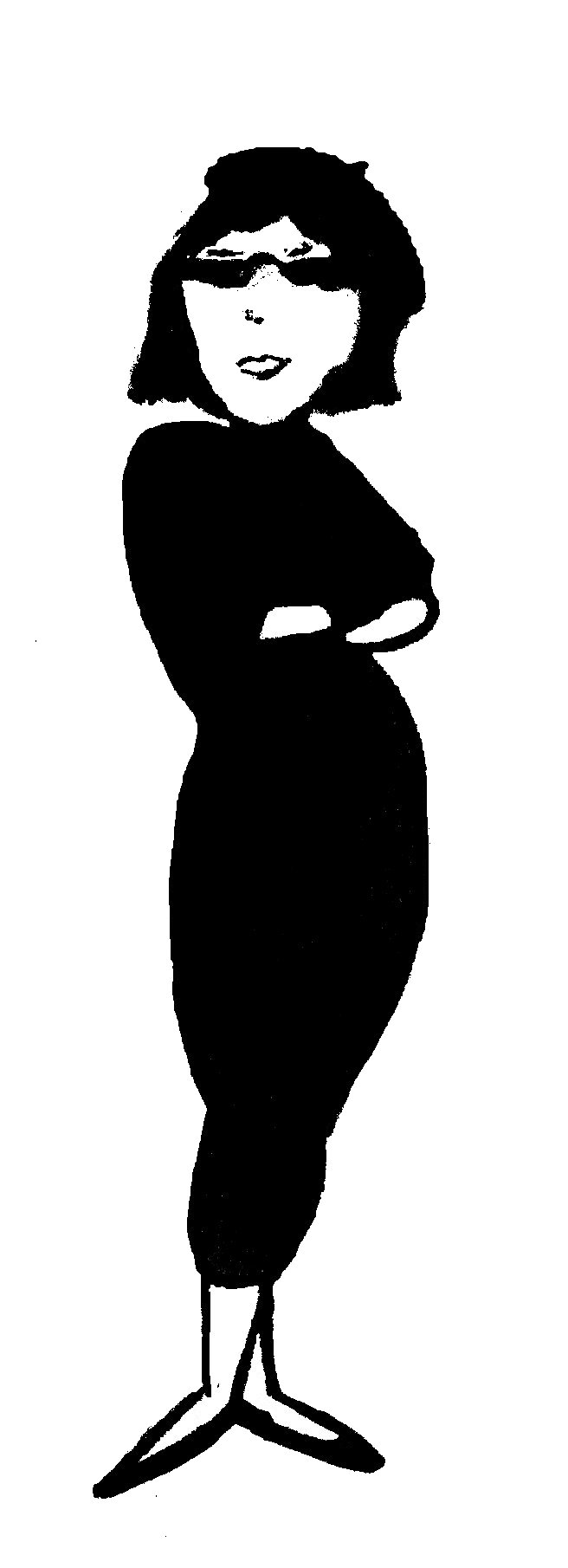
Estereótipo de uma mulher beatnik

Os beatniks foram artistas, escritores, poetas, músicos, entre outros, que participaram do movimento beat nos anos 50 e princípios dos anos 60 que subscreveram um estilo de vida antimaterialista, na sequência da 2.ª Guerra Mundial.

## História
O autor Jack Kerouac introduziu a frase "Geração Beat" em 1948, generalizada do seu círculo social para caracterizar o submundo de juventude anticonformista, reunida em Nova Iorque naquele tempo. O nome surgiu numa conversa com o  John Clellon Holmes (que publicou um romance sobre a Geração Beat, Go, em 1952), junto com um manifesto no The New York Times: "This Is the Beat Generation". Em 1954, Nolan Miller o seu terceiro romance, Why I Am So Beat, relatando as festas de fim-de-semana de quatro estudantes.
O adjetivo "beat" foi introduzido ao grupo por Herbert Huncke, embora Kerouac tenha expandido o significado do termo. "Beat" fazia parte do calão do submundo – o mundo dos vigaristas, toxicodependentes e pequenos ladrões, onde Ginsberg e Kerouac procuraram inspiração. Beat era o calão para "beaten down" ou "downtrodden", ambas expressões que podem significar oprimido, rebaixado, espezinhado. Mas para Kerouac, tinha uma conotação espiritual. Outros adjetivos discutidos por Holmes e Kerouac foram "found" (encontrado, achado) e "furtive" (furtivo). Kerouac alegou que ele tinha identificado (e incorporado) uma nova tendência análoga à influente Geração Perdida.
Em "Aftermath: The Philosophy of the Beat Generation" Kerouac criticou o que ele acreditava ser a distorção das suas ideias:

«A Beat Generation, que foi uma visão que nós, John Clellon Holmes e eu, e Allen Ginsberg tivemos, numa maneira ainda mais selvagem, no final dos anos 40, de uma geração de loucos, iluminados hipsters, fez subitamente a América ascender e avançar, seriamente a vadiar e a pedir boleia em todo o lado, esfarrapada, beatificada, bonita de uma nova forma graciosamente feia — uma visão colhida da forma como ouvimos a palavra "beat" pronunciada nas esquinas da rua em Times Square e na Village, na noite dos centros de outras cidades da América pós-guerra — beat, que significa em baixo e de fora mas cheio de uma convicção intensa. Nós até ouvimos o velho 1910 Daddy Hipsters das ruas falar na palavra dessa forma, com um sorriso de escárnio melancólico. Nunca quis dizer delinquentes juvenis, significa características de uma espiritualidade especial que não agia em conjunto mas eram Bartlebies solitários olhando para fora da janela da parede nua da nossa civilização...
Kerouac explicou o que ele queria dizer com "beat" no Forum de Brandeis, "Is There A Beat Generation?" , a 8 de November de 1958, no New York's Hunter College Playhouse. Os oradores para o seminário eram Kerouac, James A. Wechsler, o antropólogo de Princeton, Ashley Montagu, e o autor Kingsley Amis. Wechsler, Montague e Amis, todos usavam fato, ou terno no Brasil, enquanto Kerouac tinha vestido uns jeans pretos, botas pelo tornozelo e uma camisola ao xadrez. A ler um texto preparado, Kerouac reflectiu sobre os seus primórdios Beat:

É por causa de ser um Beat, que eu acredito que está na beatitude e que Deus amou tanto o mundo que teve que dar-lhe o seu único filho... Quem sabe na verdade, se o Universo não é um vasto mar de compaixão, o verdadeiro mel sagrado, debaixo desta mostra de personalidade e crueldade.
O discurso de Kerouac foi mais tarde publicado como "The Origins of the Beat Generation" (Playboy, Junho de 1959). No artigo, Kerouac realçou a forma como a sua filosofia beatificada original tinha sido ignorada como quando Caen e outros tinham intervindo para alterar o conceito de Kerouac com piadas e jargões:

Numa tarde fui à igreja da minha infância e tive a visão do que "Beat" realmente queria dizer...a visão da palavra Beat como tendo o significado de beatificado... As pessoas começaram a chamar-se a elas mesmas beatniks, beats, jazzniks, bopniks, bugniks e finalmente eu fui apelidado de "avatar" de tudo isto.

## Estereótipos
Nas suas memórias, Minor Characters, Joyce Johnson descreveu como o estereótipo beat foi absorvido pela cultura americana:

A "Geração Beat" vendeu livros, vendeu suéteres de gola rolê e bongos, boinas e óculos escuros, vendeu um modo de vida que parecia diversão perigosa — assim, para ser condenado ou imitado. Casais suburbanos podiam ter festas beatnik nos Sábados à noite e beber demais e acariciar as mulheres uns dos outros.
Ann Charters observou a forma como "beat" foi apropriado para se tornar uma ferramenta de marketing:
O termo foi retirado porque podia significar qualquer coisa. Podia até ter sido explorado no afluente despertar da extraordinária década dos inventos tecnológicos. Quase imediatamente, por exemplo, anúncios de empresas discográficas hippies em Nova Iorque usaram a ideia da Beat Generation para vender os seus novos discos de vinil long-play.
Quando fez o prefácio de The Beat Vortex, Thornton Lee Streiff encontrou uma imagem falsa resultante de uma amálgama de estereótipos recentes:

Geralmente, os repórteres não são bem entendidos em movimentos artísticos, ou na história da literatura ou na arte. E é mais que certo que os seus leitores, ou espectadores, sejam de uma habilidade intelectual limitada e têm de ter as coisas explicadas de uma maneira simples, em todo o caso. Deste modo, os repórteres na media tentam relatar algo que seja novo para o sistema já preexistente e imagens que sejam apenas vagamente adequadas nos seus esforços para explicar e simplificar. Com uma variedade de fórmulas demasiado simplificadas e convencionais ao seu dispor, eles caíram de volta na aproximação estereotipada mais próxima do que é o fenómeno semelhante, como eles o viam. E ainda pior, eles não o viam claramente e completamente. Eles tinham uma citação aqui e uma fotografia ali — e era o trabalho deles embrulhá-lo pacote compreensível — e se parecia violar a doutrina predominante, mandatária e conformista, eles eram obrigados além disso a dar-lhe também uma volta negativa. E nisto, eles eram ajudados e cúmplices pelo Estabelecimento Poético do dia. Deste modo, o que saiu na ‘‘media’’: dos jornais, revistas, TV, e dos filmes era um produto dos estereótipos dos anos 30 e 40 — embora confusos — da mistura entre um artista boémio de Greenwich Village dos anos 20 e um musico de Bop, cuja imagem visual foi concluída através da mistura em pinturas Daliescas, uma boina, uma barba à Van Dyke, uma suéter de gola rolê, um par de sandálias, e um par de bongos. Alguns elementos autênticos eram acrescentados a uma imagem colectiva: poetas a lerem os seus poemas, por exemplo, mas até isto era feito de forma intangível fazendo os poetas falar numa espécie de falso idioma Bop. A consequência é, que mesmo embora nós saibamos agora que estas imagens não reflectem exactamente a realidade do movimento Beat, nós continuamos a olhar subconscientemente para isso quando olhamos para trás, para os anos 50. Nós nem sequer ainda escapámos completamente à imagem visual que tem sido tão insistentemente sobrecarregada sobre nós de uma forma forçada.

## Etimologia
A palavra "beatnik" foi inscrita por Herb Caen num artigo no San Francisco Chronicle a  2 de Abril de 1958. Caen cunhou o termo juntando-lhe o sufixo russo -nik depois de  Sputnik 1, para a Geração Beat. A coluna de Caen surgiu com a palavra seis meses depois do Sputnik. Pode ter sido a intenção de Caen caracterizar os membros da Geração Beat como não-americanos. Opondo-se à distorção do termo por parte de Caen, Allen Ginsberg escreveu para o New York Times a lamentar "a obscena palavra beatnik," comentando, "Se os beatniks e poetas Beat não iluminados infestarem este país, eles não terão sido criados por Kerouac mas pela indústria da comunicação em massa que continua fazer lavagens cerebrais ao homem."

## Cultura Beat
Neste período, a palavra "beat" indicou a cultura, a atitude e a literatura, enquanto o uso comum da palavra "beatnik" era o de um estereótipo encontrado em desenhos animados ligeiros e personagens da ‘‘media’’ distorcidos, e por vezes violentos. Esta distinção foi clarificada pelo professor da Universidade de Boston, Ray Carney, uma autoridade na cultura beat, no "The Beat Movement in Film", as suas notas para uma exibição e projecção em 1995 do Museu Whitney:
A maioria da cultura Beat representou uma postura negativa em vez de uma positiva. Foi mais animada pelo vago sentimento de deslocamento cultural e emocional, insatisfação, e anseio, do que por uma finalidade especifica ou programa. Teria sido muito mais fácil só nós só estivéssemos à procura de filmes com "beatniks". O colunista de San Francisco Herb Caen cunhou a palavra (que através de trocadilhos sarcásticos sobre o russo Sputnik que foi recentemente lançado, tinha como intenção lançar a dúvida sobre o sangue vermelho-branco-e-azul e todo americano, dos beatniks). E a ‘‘media’’ de massas popularizou o conceito. Dobie Gillis, da revista Life, Charles Kuralt, e um montão de outros entertainers e jornalistas reduziram o conceito Beat a um conjunto de acessórios supérfluos e tolos, que se mantiveram connosco desde então: pêras, óculos de sol, leituras de poesia, bares, preguiçosos, e jargões do "cool, man, cool". O único problema é que nunca existiram beatniks neste sentido (excepto, talvez, para o imitadores da influencia da media, os quais mais tarde vieram em conjunto na historia do movimento). A cultura Beat foi um estado de espírito, não a importância com que tu e vestes ou dizes ou onde moras. De facto, a cultura Beat esteve longe de ser monolítica. Foi muito diferente, conflitante, deslocando estados de espírito. Os filmes e os vídeos que foram eleitos para a lista de projecção são uma tentativa para ir além dos clichés e slogans culturais, para olhar em perspectiva os costumes do Central Casting e gozar com a media de massas equiparada com o conceito Beat, a fim fazer justiça ao seu espírito.

Desde 1958, os termos Geração Beat e beat têm sido usados para descrever o movimento literário antimaterialista que começou com Kerouac em 1948, que se alongou pelos anos 60. A filosofia Beat antimaterialista e de introspecção influenciou músicos da década de 60, tais como Bob Dylan, Pink Floyd e The Beatles.
No momento em que os termos foram adoptados, houve uma tendência entre jovens estudantes das universidades para adoptar o estereotipo, com os homens a usarem cavanhaques e boinas, revirando os seus próprios cigarros e a tocar bongos. A moda feminina incluía léotards pretos e usar cabelo comprido, liso e sem adornos em rebelião contra a cultura da classe média dos salões de beleza. O uso da marijuana estava associado à subcultura, e durante os anos 50, o livro de Aldous Huxley, The Doors of Perception promoveu visões influenciadas em drogas.
Em 1960, uma pequena comunidade 'beatnik' em Newquay, Cornwall, Inglaterra (incluindo o jovem Wizz Jones) atraiu a atenção  e a aversão dos seus vizinhos, porque deixou crescer o cabelo até um comprimento que era anormalmente longo (passava os ombros), pelo qual foram entrevistados pelo repórter da BBC, Alan Whicker, para a televisão.
A filosofia beat era geralmente contra-cultural, antimaterialista e sublinhou a importância de uma melhoria do ser interior de cada um, acima das posses materiais. Alguns escritores beat começaram a procurar em religiões orientais como o Budismo ou Taoísmo. A política tinha tendência para ser liberal; com o apoio para causas como a dessegregação (embora muitas figuras associadas ao movimento Beat original, particularmente William Burroughs, abraçaram ideias libertárias/conservadoras). Uma abertura à cultura e arte afro-americana era aparente na literatura e na música, principalmente no jazz. Enquanto Caen e outros escritores implicaram uma associação ao comunismo, não havia uma ligação óbvia ou directa entre a filosofia beat (como foi exprimida pelos principais autores do movimento literário) e a filosofia do movimento comunista, a não ser a antipatia que ambas as filosofias partilharam face ao capitalismo.

## Beatniks na literatura e nos filmes
Into the Wild, publicado em 1996 e escrito por Jon Krakauer, é um livro que conta a história de Alexander Supertramp, pseudônimo de Christopher McCandless, que ao se formar na Universidade de Atlanta doou os seus 24 mil dólares que tinha no saldo bancário a instituições de caridade e desapareceu sem avisar a família. Em 2007, foi produzido o filme homônimo dirigido por Sean Penn, tanto filme quanto livro descrevem a sua viagem que tinha como objetivo chegar ao Alasca e viver sozinho, dependendo da natureza e do que encontrava no caminho.
O papel do personagem  Maynard G. Krebs, desempenhado na TV por  Bob Denver em  The Many Loves of Dobie Gillis (1959-63), solidificou o estereotipo beatnik, em contraste com a imagem rebelde e ligada ao movimento beat, apresentada por populares actores de cinema do princípio e meio da década de 50, nomeadamente  Marlon Brando e  James Dean.
A subcultura emergiu na Broadway na forma de comédia musical. The Nervous Set (1959) através do editor de Neurotica, Jay Landesman e  Theodore J. Flicker, com música de Tommy Wolf e letra de  Fran Landesman; esta era a fonte de dois padrões do jazz, "Spring Can Really Hang You Up the Most" e "The Ballad of the Sad Young Men" (gravados por  Gil Evans, Anita O'Day, Roberta Flack, Petula Clark, Rod McKuen, Shirley Bassey e outros). O espectáculo abriu com a canção, "Man, We're Beat".
Stanley Donen trouxe o tema para o género do filme musical em  Funny Face  (1957) com um desempenho de  Audrey Hepburn renovado num anúncio da  Gap em 2006. Noutra manipulação da Madison Avenue, uma das fotografias de Kerouac da autoria de  Jerry Yulsman foi alterada para ser usada num cartaz publicitário da Gap, retirando Joyce Johnson da imagem.
The Beat Generation (1959) fez uma associação do movimento com o crime e a violência, como fez The Beatniks (1960). A noção de violência e outra criminalidade possivelmente surgiu porque foras-da-lei violentos e criminosos eram popularmente retratados a usar a mesma linguagem de calão nos seus discursos, e esta distorção também pode ser vista em populares programas de TV, no que diz respeito a hippies, uns anos mais tarde.
Entre os livros de humor, Beat, Beat, Beat foi uma brochura de 1959, da autoria de  Signet , que continha cartoons do graduado em Phi Beta Kappa Princeton, William F. Brown, que olhou o movimento desde a sua posição no departamento de TV da agência de publicidade  Batten, Barton, Durstine & Osborn. Suzuki Beane (1961), de  Sandra Scoppettone com ilustrações de Louise Fitzhugh, foi uma mistificação beat de  Bleecker Street, da série Eloise de  Kay Thompson (1956-59).
O filme de 1961 de  Tony Hancock, The Rebel, é sobre um funcionário de um escritório em Londres, que se muda para Paris, porque aspirava ser um artista da   Geração Beat; o filme satiriza pseudointelectuais.
O personagem  Cool Cat, dos desenhos animados  Looney Tunes, é frequentemente caracterizado como um beatnik, tal como o galo na curta de  Foghorn Leghorn, Banty Raid, em 1963. Na televisão, no desenho animado  Scooby-Doo, o personagem Salsicha é um retrato de um beatnik. De forma semelhante, a série de desenhos animados, Beany and Cecil, também tinha uma personagem beatnik, Go Man Van Gogh (aka "The Wildman"), que vive regularmente na selva e pinta várias imagens e fundos para enganar os seus inimigos. Teve a sua primeira aparição no episódio "The Wildman of Wildsville". Na série animada  The Simpsons, os pais do personagem  Ned Flanders são beatniks que o colocaram num hospital psiquiátrico enquanto criança, depois de terem tido dificuldade em discipliná-lo, devido ao seu mau comportamento (A mãe dele queixa-se: "Já tentámos tudo, e estamos sem ideias!"). Além disso, na série de televisão animada, Doug, a irmã mais velha de Doug, Judy Funnie, é retratada com uma beatnik.
Ed "Big Daddy" Roth usou fibra de vidro para montar o seu Beatnik Bandit em 1960. Hoje em dia, este carro está no Museu Nacional Automóvel em  Reno, Nevada.